# جزیره اسرارآمیز (مجموعه تلویزیونی ۱۹۹۵)
جزیره اسرارآمیز (انگلیسی: Mysterious Island) یک مجموعه تلویزیونی ساخت کشور کانادا در سال ۱۹۹۵ است که از شبکه فامیلی پخش می‌شده است.
این مجموعه تلویزیونی براساس رمان جزیره اسرارآمیز اثر ژول ورن ساخته شده است.

## بازیگران
- فرانک ویتن .... آیرتون
- کولت استیونسون .... جوانا پنکرافت
- آلن اسکارف .... کاپیتان هاردینگ
- سی. دیوید جانسون .... جک پنکرافت
- استیون لووات .... گیدئون اسپیلت
- گوردون مایکل وولویت .... هربرت پنکرافت
- اندی مارشال .... نب براون
- جان باک .... کاپیتان نمو